# Skärbäcks naturreservat
Skärbäck är ett naturreservat i Grimetons socken i Varbergs kommun i Halland.
Området är beläget mellan Skärsjön och Grytsjön. Reservatet, som domineras av ädellövskog, har en yta på 98 hektar. Det inrättades 1978 och ingår i det större Åkulla bokskogar.
Genom pollenanalyser och studier av gamla kartor har man konstaterat att området i Varbergs kommuns inland har dominerats av bokskog i minst 1 000 år. På 1800-talet avskogades delar av Halland, men bokskogen i Skärbäck fanns kvar. En anledning kan ha varit att området ägdes av adeln fram till 1892, den sista gården i Sibbarps socken. Avverkning av adelns skogar var omgärdat av restriktioner.
Många sällsynta och ömtåliga arter finns i skogarna, till exempel olika lavar, däribland röd pysslinglav, ädelkronlav, bokvårtlav och lunglav som växter på trädstammarna, och fågelarter som skogsduva och stenknäck.